# Paul Mooney (comico)
Paul Mooney, nome d'arte di Paul Gladney (Shreveport, 4 agosto 1941 – Oakland, 19 maggio 2021), è stato un comico, attore e scrittore statunitense, noto soprattutto per le sue collaborazioni con Richard Pryor e Dave Chappelle.

## Biografia
Dopo aver lavorato al Gatti-Charles Circus come direttore di circo, ha iniziato a collaborare con il comico statunitense Richard Pryor.

## Controversie
In un'intervista dell'agosto 2019, l'ex guardia del corpo di Richard Pryor, Rashon Khan, ha affermato che Mooney aveva molestato il figlio di Pryor, Richard Pryor Jr., quando Pryor Jr. era un bambino. Khan disse anche che Richard Pryor aveva pensato di far uccidere Mooney da un killer a pagamento per quanto aveva fatto a suo figlio.. Richard Pryor Jr. ha confermato di essere stato violentato ma non ha mai fatto il nome di Mooney.

## Decesso
Paul Mooney è morto d'infarto miocardico acuto nella sua casa ad Oakland (California), il 19 maggio 2021, all'età di 79 anni.

## Filmografia

### Cinema
- Which Way Is Up?, regia di Michael Schultz (1977)
- The Buddy Holly Story, regia di Steve Rash (1978)
- Libertà poco vigilata, regia di Oz Scott (1981)
- Hollywood Shuffle, regia di Robert Townsend (1987)
- Operazione Desert Storm, regia di Daniel Petrie Jr. (1994)
- High Freakquency, regia di Tony Singletary (1998)
- Bamboozled, regia di Spike Lee (2000)
- The Ketchup King, regia di Roger Rudick (2002)
- L'amore non ha colore, regia di Mike Cerrone (2006)
- Shaquille O'Neal Presents: All-Star Comedy Jam - Live from Dallas, regia di Leslie Small (2010)
- Meet the Blacks, regia di Deon Taylor (2016)

### Televisione
- Carter's Army - film TV, non accreditato (1970)
- The Richard Pryor Show - serie TV, 1 episodio, non accreditato (1977)
- Good Times - serie TV, 1 episodio (1979)
- The Larry Sanders Show - serie TV, 1 episodio (1995)
- The Old Settler - film TV (2001)
- PBS Hollywood Presents - serie TV, 1 episodio (2001)
- Chappelle's Show - serie TV, 2 episodi (2004)
- Judge Mooney - serie TV, 7 episodi (2004)
- DTLA - serie TV, 1 episodio (2012)